# Зависимость от социальных сетей
Зависимость от социальных сетей — форма поведенческой зависимости, которую можно описать как чрезмерное или неконтролируемое использование социальных медиа, которое сохраняется, несмотря на серьезные негативные последствия для личных, социальных или профессиональных функций. В последние годы чаще используется синонимичный термин "Проблемное использование социальных сетей". По мнению специалистов, во всем мире, в частности профессора Дмитрия Кристиакиса, редактора JAMAPediatrics, «хотя оно ещё официально не кодифицировано в рамках психопатологии, оно не только растёт и распространяется, но и в общественном сознании все больше расценивается как потенциально проблемное состояние со многими параллелями с существующими признанными расстройствами», и это может стать «эпидемией 21-го века». Он также заявляет, что «мы, как бы, находимся в процессе естественного неконтролируемого эксперимента над следующим поколением детей». Диагнозы зависимости от социальных сетей не признаются диагностическим и статистическим руководством по психическим расстройствам. Тем не менее, эксперты в области синдрома дефицита внимания и гиперактивности единодушны во мнении, что непреднамеренным последствием социальных медиа для некоторых людей стали проблемы развития нервной системы в детском и подростковом возрасте. Это особенно заметно у детей, которые генетически подвержены риску СДВГ.
Во всем мире медицинские специалисты работают над этим с научной точки зрения. Примечательно, что Национальный институт здравоохранения в декабре 2018 года завершил регистрацию 11834 молодых людей для участия в крупном исследовании, посвящённом нейровизуализации, в рамках которого будут измеряться многие аспекты развития детей, в том числе влияние экранного времени. Социальные сети зачастую непреднамеренно и глубоко изменяют мышление детей, их развитие и взаимодействие, некоторые последствия имеют позитивный эффект, а некоторые — очень негативный. Несмотря на то, что проблемы психического здоровья возникали на протяжении всей истории человечества, в настоящее время учёные не имеют чёткого представления о прямой связи между социальными сетями и результатами психического здоровья. Похоже, что это зависит от личности человека и используемой им платформы социальных сетей. Доказано частичное совпадение диагнозов хронической интернет-зависимости и синдрома дефицита внимания и гиперактивности.
При отсутствии лечения, особенно в условиях хронической депривации сна, люди с риском СДВГ подвержены риску развития других нейропсихиатрических расстройств. Проблемное использование социальных сетей (зависимость) регистрируется у 8 % Российских подростков. Недавно было показано, что проблемное использование социальных сетей у подростков ассоциировано с частыми головными болями, а также болями в животе и позвоночнике. Для скрининговой оценки в клинических и научных целях может использоваться опросник оценки зависимости от социальных сетей (русскоязычная версия Social Media Disorder Scale).

## Происхождение
Начало социальным медиа было положено в 1997 году основанием социальной сети SixDegrees.com, её авторы считали, что все в мире могут быть связаны «шестью степенями разделения». К 2000 году доступ к Интернету имели 100 миллионов человек, Myspace стал первым настоящим всплеском использования социальных сетей. Facebook был изобретён в 2004 году и в настоящее время насчитывает 2,27 миллиарда активных пользователей. FacebookInc. также является владельцем социальных медиа-платформ Instagram и WhatsApp.
Интернет-зависимость признана заболеванием в ряде стран, в том числе, в Китае и Южной Корее. Большинство исследований этого расстройства были сделаны с точки зрения игровой зависимости, а не влияния социальных сетей.
Некоторые учёные-медики показали, что девочки и женщины чаще, чем мальчики и мужчины, страдают от чрезмерного использования социальных сетей. Девочки и женщины также реже, чем мужчины в целом, проходят лечение от СДВГ.
Синдром дефицита внимания и гиперактивности, или СДВГ, представляет собой расстройство нервно-психического развития, которое медики и другие специалисты рассматривают как отдельное заболевание. В науке существует мнение, которое в настоящее время дополнительно изучается, что между диагнозами СДВГ, зависимостью от онлайн-игр и социальных сетей имеется взаимосвязь..

## Нейроразвитие
С младенчества до возраста 20 лет, когда идёт развитие и обучение, в процессе синаптической обрезки в человеческом мозге удаляются миллиарды нейрональных связей. В настоящее время существует теория, что у восприимчивых людей на этот процесс могут повлиять социальные сети. Это может проявляться в симптомах СДВГ, которые выражаются в эмоциональной дисрегуляции, неспособности сосредоточиться, гиперактивности и беспокойстве.
Существует давняя эволюционная теория, что гены, которые приводят к СДВГ, были ранее адаптивными, и у многих людей есть подобные проблемы.
По-видимому, социальные сети, с медицинской точки зрения усугубили эти проблемы до такой степени, что все молодые люди, имеющие генетическую предрасположенность к зависимости, подвержены высокому риску аддикции от любых психоактивных веществ.

### Стратегии
За последние несколько лет Facebook и другие компании, работающие в социальных сетях, подверглись серьёзной критике. Многие люди совместно продолжают работать над этими проблемами во всем мире. Эти теории вызывали много споров в течение очень долгого времени. Однако, по мере быстрого развития нейрологии они получают все больше доказательств.

### Педиатрия
Профессор DimitriChristiakisиз JAMAPediatrics, является ведущим автором семейного медиаплана, доступного любому человеку в мире.  Он особенно рекомендует родителям «избегать использования цифровых медиа, кроме видеочата, у детей в возрасте от 18 до 24 месяцев». Текущие исследования не имеют чёткого научного ответа о том, сколько это «слишком много» для детей экранного времени или времени, проведённого в социальных сетях. Тем не менее, Американская академия педиатрии рекомендует ограничить время, проводимое детьми в возрасте от 2 до 5 лет за экраном "одним часом в день высококачественного контента «.Профессор Кристиакис не рекомендует прекращать использование социальных сетей и других технологий детьми, а скорее рекомендует родителям „быть внимательными к тому, что вытесняется“ технологиями. Он отмечает, что имеются научные разработки с участием реальных игрушек и планшетов iPad в детской больнице Сиэтла, они исследуют разницу в том, с чем детям раннего возраста „ легче расставаться…“ с настоящими игрушками или планшетами iPad, исследования продолжаются.

### Культурная антропология
Профессор антропологии Даниэль Миллер в Университетском колледже Лондона начал в 2018 пятилетнее исследование "ASSA" (Антропология смартфонов, взросления и психического здоровья), которое состоит из "десяти пятнадцатимесячных исследований культурных особенностей во всем мире", которые совпадают во времени . Он отмечает, что влияние социальных сетей является весьма специфическим зависимости от страны и культуры. Он утверждает, что "непрофессионал может отбросить эти факторы, как несущественные, но антрополог отнесётся к ним серьёзно, исследуя на эмпатическом уровне каждую цифровую технологию в рамках широкого социального и культурного контекста". Он продолжает исследовать влияние социальных сетей во всем мире, используя технологии, с помощью бесплатного онлайнового пятинедельного курса по антропологии социальных сетей: WhyWePost». Курс основан на работах девяти антропологов, которые в течение пятнадцати месяцев проводили полевую работу в Бразилии, Чили, промышленном и сельском Китае, Англии, Индии, Италии, Тринидаде и Турции. Отдел антропологии Университетского колледжа Лондона также публикует бесплатные книги о своих текущих проектах в Интернете.